# Angela Marsonsová
Angela Marsonsová (* 1968, Brierley Hill) je britská spisovatelka známá zejména detektivními příběhy Kim Stoneové. Během tří let se prodalo přes tři miliony výtisků jejích románů.

## Život
Angela Marsonsová pochází z Brierley Hill, města v hrabství West Midlands. Původním povoláním byla členkou ochranky v nákupním středisku Merry Hill, kde strávila 19 let. V roce 2014 ale pro nadbytečnost o práci přišla. V té době se zároveň musela starat o svou partnerku, která se právě zotavovala po náročné operaci. Aby nepřišly o domov, musely si na splácení hypotéky půjčit od svých nejbližších a část majetku prodat. Celých 25 let se snažila uspět v různých nakladatelstvích, pokaždé byla ale odmítnuta. Průlom nastal v říjnu roku 2014, kdy dostala nabídku z digitálního nakladatelství Bookouture. Smlouva na první čtyři knihy byla podepsána během jednoho týdne. Smlouvy na další knihy následovaly, aktuálně je naplánováno vydání celkem 28 knih s detektivem inspektorkou Kim Stoneovou. Prozatím bylo do češtiny přeloženo 18 románů s touto hlavní postavou, celkově jich autorka napsala 21.

### Případy Kim Stoneové
| Č. | Původní název   | Český název     | Původní publikace  | Česká publikace    | Vydavatelství | České ISBN             |
| --- | --------------- | --------------- | ------------------ | ------------------ | ------------- | ---------------------- |
| 0 | First Blood     | První krev      | 14. listopadu 2019 | 2. prosince 2021   | Kalibr        | ISBN 978-80-242-7831-5 |
| Inspektorka Kim Stoneová se setkává se svými novými podřízenými a společně vyšetřují brutální a bizarní vraždu mladého muže. |                 |                 |                    |                    |               |                        |
| |                 |                 |                    |                    |               |                        |
| 1 | Silent Scream   | Němý křik       | 20. února 2015     | 1. června 2016     | Knižní klub   | ISBN 978-80-242-5368-8 |
| Ve středoanglické Black Country je nalezena zabitá ředitelka místní chlapecké školy, načež následuje objev lidských ostatků u bývalého dětského domova. Kim Stoneová hledá zvrácenou osobu, jejíž vražedná pouť trvá už pár desetiletí a je nutné ji dopadnout, než znovu udeří. |                 |                 |                    |                    |               |                        |
| |                 |                 |                    |                    |               |                        |
| 2 | Evil Games      | Ďábelské hry    | 29. května 2015    | 23. listopadu 2016 | Knižní klub   | ISBN 978-80-242-5613-9 |
| Inspektorka Kim Stoneová a její vyšetřovací tým je povolán k nálezu zmrzačeného, ubodaného těla – oběť je však zároveň i zločincem, pachatelem brutálního znásilnění. Kim současně pátrá po skupině pedofilů, brzy se ale stane sama terčem nebezpečné osoby, která si na ní vyzkouší vlastní zvrácený experiment. |                 |                 |                    |                    |               |                        |
| |                 |                 |                    |                    |               |                        |
| 3 | Lost Girls      | Tichá modlitba  | 6. listopadu 2015  | 3. července 2017   | Knižní klub   | ISBN 978-80-242-5811-9 |
| Devítileté holčičky Charlie a Amy se staly oběťmi únosu. Jejich rodiče se budou muset postavit proti sobě – svou dceru dostane ta rodina, která nabídne více. A vrátit se může jen jedna. |                 |                 |                    |                    |               |                        |
| |                 |                 |                    |                    |               |                        |
| 4 | Play Dead       | Otevřený hrob   | 20. května 2016    | listopadu 2017     | Knižní klub   | ISBN 978-80-242-5953-6 |
| Výzkumné zařízení ve Westerley studuje rozklad lidských těl, jejími rezidenty jsou ti, co i po smrti chtějí posloužit vědě. A právě tady nalezne Kim Stoneová se svým týmem mrtvolu – ale čerstvou, o níž místní badatelé nemají tušení, kde se tam vzala. Po objevení další dívky je jasné, že Kim a její tým mají co do činění se sériovým vrahem.                                                                       |                 |                 |                    |                    |               |                        |
| |                 |                 |                    |                    |               |                        |
| 5 | Blood Lines     | Pokrevní pouta  | 4. listopadu 2016  | 15. června 2018    | Knižní klub   | ISBN 978-80-242-6125-6 |
| Na smrti sociální pracovnice, zabité jediným přesným bodnutím do srdce, inspektorce Kim Stoneové něco nesedí. O pár dní později je nalezeno tělo mladé narkomanky se stejnou bodnou ranou. Co tyto dvě osoby spojuje? A jak vyšetřování ovlivní návrat starého nepřítele? |                 |                 |                    |                    |               |                        |
| |                 |                 |                    |                    |               |                        |
| 6 | Dead Souls      | Pohřbená pravda | 28. dubna 2017     | 13. prosince 2018  | Kalibr        | ISBN 978-80-7617-153-4 |
| Nález starých kosterních ostatků na pomezí dvou policejních okrsků postaví inspektorku Kim Stoneovou nejen před nový případ, ale také před neobvyklou výzvu – spolupracovat s bývalým parťákem, s nímž se nerozešla právě v dobrém. Jak si poradí bez svého týmu a jak se její tým obejde bez ní? |                 |                 |                    |                    |               |                        |
| |                 |                 |                    |                    |               |                        |
| 7 | Broken Bones    | Zlámané kosti   | 3. listopadu 2017  | 3. června 2019     | Kalibr        | ISBN 978-80-7617-425-2 |
| Zavražděná prostitutka a opuštěné dítě – dva nálezy během jedné zimní noci odstartují další zneklidňující vyšetřování. Když poté v rychlém sledu někdo v Black Country zabije další tři osoby živící se sexem, je jasné, že jde sériového vraha. Ve stejnou dobu se rozběhne pátrání po zoufalé ženě, která nechala své novorozené dítě na stanici.                                                                        |                 |                 |                    |                    |               |                        |
| |                 |                 |                    |                    |               |                        |
| 8 | Dying Truth     | Skryté karty    | 18. května 2018    | 2. prosince 2019   | Kalibr        | ISBN 978-80-7617-965-3 |
| Na elitní soukromé škole Heathcrest dojde k úmrtí třináctileté žákyně. Zdánlivě jasný případ sebevraždy inspektorku těžce zasáhne, protože nestačila na místo dorazit včas a dívku zachránit. Snad právě proto se nechce s verdiktem smířit. Brzy se ukáže, že za smrtí malé Sadie Wintersové je cosi daleko temnějšího.                                                                                                   |                 |                 |                    |                    |               |                        |
| |                 |                 |                    |                    |               |                        |
| 9 | Fatal Promise   | Osudný slib     | 19. října 2018     | 1. června 2020     | Kalibr        | ISBN 978-80-242-6670-1 |
| V místním lesíku byl nalezen brutálně zavražděný muž, který figuroval v předchozím vyšetřování. Pár dní nato se po těžké autohavárii ocitne v ohrožení života i jeho syn. A Kim ví, že tohle už nebyla náhoda. Další nález mrtvoly to jen potvrdí – tentokrát čelí sériovému vrahovi, možná nejnebezpečnějšímu, s jakým se kdy setkala.                                                                                    |                 |                 |                    |                    |               |                        |
| |                 |                 |                    |                    |               |                        |
| 10 | Dead Memories   | Mrtvé vzpomínky | 22. února 2019     | 4. prosince 2020   | Kalibr        | ISBN 978-80-242-7092-0 |
| Smrt dvou mladých narkomanů inspektorce připomene její dětství. Při nalezení další mrtvé dvojice již není pochyb o tom, že by šlo o náhodu. Vrah ví, jaké mládí Kim prožila a snaží se ji ranit tím nejhorším možným způsobem. |                 |                 |                    |                    |               |                        |
| |                 |                 |                    |                    |               |                        |
| 11 | Child's Play    | Dětské duše     | 11. července 2019  | 1. června 2021     | Kalibr        | ISBN 978-80-242-7429-4 |
| Na hřišti je nalezena bývalá profesorka dětské psychologie, které pachatel na krk vyřízl písmeno X. Když policie najde další dvě oběti se stejným znamením, není pochyb o tom, že se jedná o sériového vraha. Stopy vyšetřovatele zavedou na soutěž talentovaných dětí, kam malé génie doprovází jejich velmi ambiciózní rodiče.                                                                                           |                 |                 |                    |                    |               |                        |
| |                 |                 |                    |                    |               |                        |
| 12 | Killing Mind    | Vražedná mysl   | 13. května 2020    | 6. června 2022     | Kalibr        | ISBN 978-80-242-8134-6 |
| Doma v posteli je nalezena mladá vysokoškolačka s proříznutým hrdlem a nožem v ruce. Vypadá to jako jasná sebevražda, podivné reakce rodičů ale vyvolají palčivé otázky. Když je zločin překvalifikován na vraždu, mají vyšetřovatelé k dispozici už pouze fotografie oběti a informace o jisté Farmě jednoty, kde dívka nějakou chvíli žila. To je ale uzavřená společnost a zjistit, co se uvnitř děje, není jednoduché. |                 |                 |                    |                    |               |                        |
| |                 |                 |                    |                    |               |                        |
| 13 | Deadly Cry      | Smrtící volání  | 13. listopadu 2020 | 3. dubna 2023      | Kalibr        | ISBN 978-80-242-8750-8 |
| V nákupním centru je nalezeno tělo mladé matky. O několik dní později je v parku nalezena druhá žena usmrcená stejným způsobem. A neznámý vrah posílá inspektorce ručně psané dopisy, ve kterých ji prosí, aby ho zastavila. |                 |                 |                    |                    |               |                        |
| |                 |                 |                    |                    |               |                        |
| 14 | Twisted Lies    | Spletité lži    | 13. května 2021    | 1. srpna 2023      | Kalibr        | ISBN 978-80-242-9074-4 |
| Způsob zavraždění oběti vyrazí dech i těm nejotrlejším kriminalistům. Když tuto zprávu předá inspektorka manželce zavražděného, ihned pozná, že jsou její reakce podivné. Krátce poté celá rodina zmizí a nalezeno je další umučené tělo. Oba případy pojí stopa, která je ale přísně střežena. |                 |                 |                    |                    |               |                        |
| |                 |                 |                    |                    |               |                        |
| 15 | Stolen Ones     | Uloupené dívky  | 11. listopadu 2021 | 3. června 2024     | Kalibr        | ISBN 978-80-242-9811-5 |
| Na stanici přichází bohatý podnikatel a filantrop, který tvrdí, že něco ví o zmizení sedmileté holčičky před 25 lety. Chvíli poté se z družiny ztratí osmiletá dívka. Inspektorka při pátrání po nezvěstné navíc musí čelit své úhlavní soupeřce, která si pro ni ve vězení připravila nečekané překvapení. |                 |                 |                    |                    |               |                        |
| |                 |                 |                    |                    |               |                        |
| 16 | Six Graves      | Šest rakví      | 12. května 2022    | 4. prosince 2024   | Kalibr        | ISBN 978-80-284-0216-7 |
| Po požáru byla v domě nalezena zavražděná rodina. Vyšetřování komplikuje uprchlý zločinec, který před lety unášel malé dívky a kterého inspektorka připravila o oko. Nyní se chce pomstít bez ohledu na následky – své dívky chce zpět a Kim musí zemřít. |                 |                 |                    |                    |               |                        |
| |                 |                 |                    |                    |               |                        |
| 17 | Hidden Scars    | Schované jizvy  | 9. listopadu 2022  | 4. července 2025   | Kalibr        | ISBN 978-80-284-0678-3 |
| Detektiv Kim Stoneová se po zranění vrací do služby a hned začíná vyšetřovat údajnou sebevraždu mladého chlapce, kterého nedávno rodiče poslali na soukromou kliniku, kde ho měli vyléčit z jeho sexuality. Netrvá dlouho a zemře další bývalá pacientka. I v tomto případě to mělo vypadat, že si život vzala sama. |                 |                 |                    |                    |               |                        |
| |                 |                 |                    |                    |               |                        |
| 18 | Deadly Fate     | bude oznámeno   | 25. května 2023    | bude oznámeno      | bude oznámeno | bude oznámeno          |
| |                 |                 |                    |                    |               |                        |
| |                 |                 |                    |                    |               |                        |
| 19 | Bad Blood       | bude oznámeno   | 15. listopadu 2023 | bude oznámeno      | bude oznámeno | bude oznámeno          |
| |                 |                 |                    |                    |               |                        |
| |                 |                 |                    |                    |               |                        |
| 20 | 36 hours        | bude oznámeno   | 10. prosince 2024  | bude oznámeno      | bude oznámeno | bude oznámeno          |
| |                 |                 |                    |                    |               |                        |
| |                 |                 |                    |                    |               |                        |
| 21 | Little Children | bude oznámeno   | 12. srpna 2025     | bude oznámeno      | bude oznámeno | bude oznámeno          |
| |                 |                 |                    |                    |               |                        |
| |                 |                 |                    |                    |               |                        |

### Další knihy
- 2013 – The Forgotten Woman
- 2014 – Dear Mother
- 2021 – If Only (Štěstí na přání), česky 2022 (Ikar, ISBN 978-80-249-4928-4)